# Fričovce
Fričovce (in ungherese Frics) è un comune della Slovacchia facente parte del distretto di Prešov, nella regione omonima.